# Шишацька ГЕС
Шишацька ГЕС — мала гідроелектростанція на річці Псел. Розташована неподалік смт Шишаки, районного центру Полтавської області.
Шишацька ГЕС побудована у 1956 році, і з часу введення в експлуатацію на ній не було жодного капітального ремонту обладнання, будівель та водопропускних споруд.
Загальна проєктна потужність становить 550 кВт·год (встановлена потужність 525 кВт·год). Площа водосховища — 136 га, об'єм — 2,5 млн м3, напір — 3,57 м. 
Шишацька ГЕС знаходилась на балансі Хорольського міжрайонного управління водного господарства. У 2011 році Фонд державного майна України оголосив конкурс із продажу Шишацької ГЕС. Початкова ціна продажу становила 1,218 млн грн. В умовах продажу була вимога зберегти впродовж 5 років профіль діяльності гідроелектростанції, провести протягом 2 років роботи із реконструкції, встановити нове обладнання, зберегти наявні робочі місця.
Конкурс відбувся 27 травня 2011 року. Майновий комплекс Шишацької ГЕС був приватизований юридичною особою за 1,440 млн грн.